# Štola Starý Martin
Štola Starý Martin (německy Stollen Alter Martin) je historické důlní dílo na území někdejšího horního města Krupky v Krušných horách v okrese Teplice v Ústeckém kraji. Rudný důl Starý Martin je spolu s pozůstatky dědičné štoly Dürrholz od roku 2015 veden v rejstříku Ústředního seznamu kulturních památek České republiky pod číslem 105564.

## Geografická poloha
Štola Starý Martin je součástí někdejšího nejrozsáhlejšího krupeckého důlního revíru Steinknochen, který se rozprostíral v oblasti krušnohorského krystalinika na území severně od Krupky a dosahoval až k vrcholových partiím Komáří hůrky (německy Mückenberg). Vstup do prohlídkové štoly se nachází v nadmořské výšce cca 535 metrů na pravé straně silnice, vedoucí z Krupky do Horní Krupky a dále do Fojtovic. Zasypaný vstup do středověké dědičné štoly Dürrholz leží naproti v lese, přibližně padesát metrů vlevo od uvedené silnice.

## Geologie

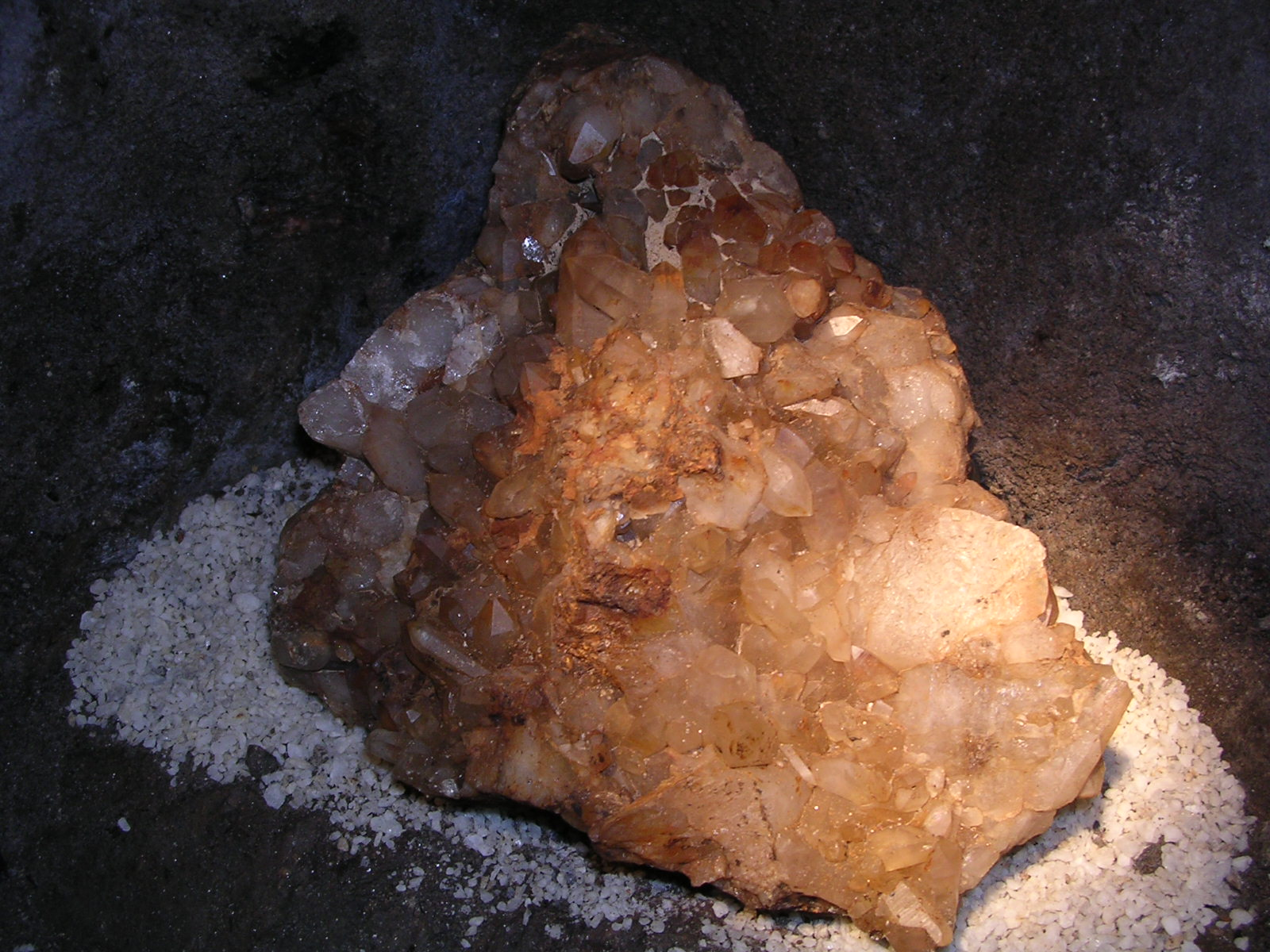
Ukázka minerálu z důlní expozice

Prohlídková štola Starý Martin zpřístupňuje návštěvníkům podmínky těžby cínových rud v oblasti severozápadní část žíly Lukáš, která historicky patřila mezi nejdůležitější rudní žíly celého krupského revíru. Plochá greisenová žíla Lukáš se svojí délkou zhruba dva kilometry mezi ostatními rudními žílami vynikala – jednalo se o nejdelší cínovou rudní žílu na území dnešní České republiky i ve střední Evropě.
Žíla Lukáš má průměrně mocnost 15–20 centimetrů a její bohaté kasiteritové zrudnění dosahuje v některých úsecích až několika procent cínu bez dalších příměsí. V dolovém poli štoly Starý Martin je žíla uložena v hloubce 60–80 metrů. V nejstarších dobách zde byl cín těžen na povrchu v nadloží žíly Lukáš, později následovala těžba pomocí hloubení jam.

## Historie

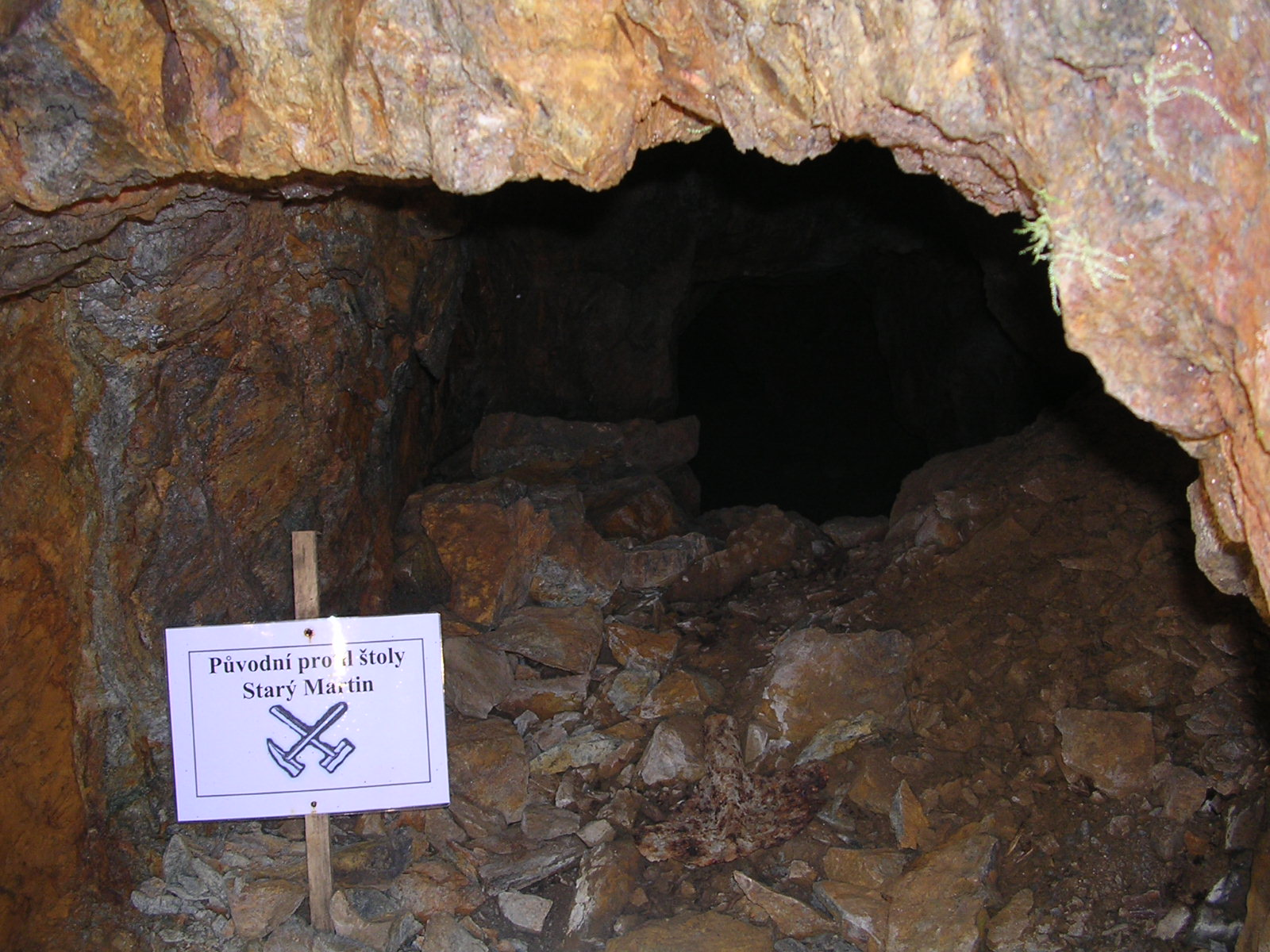
Původní profil štoly Starý Martin

Nejstarší období těžby v této lokalitě spadá pravděpodobně do 14. století, jak dokládají četné odvaly. První písemná zmínka je obsažena až v Krupském horním řádu z roku 1482, tedy ze závěru 15. století. Hovoří se zde o ražbě a udržování hluboké dědičné štoly Dürrholz (místně zvané Duršlovka), jejíž ražba byla zahájena ke konci šedesátých nebo začátkem sedmdesátých let 15. století. K dolům v prostoru pod Komáří vížkou dosáhla tato štola až v polovině 16. století, kdy byla dlouhá již zhruba 1,5 kilometru. Štola, jejíž spodní úsek odvádí většinu důlních vod z celého prostoru štoly Martin, je nepřístupná.
V roce 1864 koupili cínové doly u Krupky těžaři Schiller a Lewald, kteří započali s ražbou štoly Martin směrem k žíle Lukáš a posléze se soustředili na dobývání bohatých partií této žíly. V roce 1916, kdy důl přešel pod válečný provoz Militarbergbau in Graupen, byl zvětšen profil štoly a byla v ní zavedena kolejová doprava. Koncem roku 1916 byl důl prodán Škodovým závodům v Plzni. V roce 1920 se stal novým majitelem štoly Hugo Mautner, který zde zaměstnával 120 horníků. Záhy však došlo k útlumu těžby a provoz byl uzavřen v roce 1922. Zavřený důl chátral až do doby druhé světové války, kdy byla štola znovu zmožena a pokračovaly dobývky.
Těžba cínu ve štole Martin byla ukončena v závěru padesátých let 20. století. V šedesátých letech 20. století byla západně od štoly Starý Martin zahájena ražba průzkumné štoly Nový Martin. Tento průzkum probíhal až do osmdesátých let 20. století, kdy byla nová štola uzavřena. V roce 1999 bylo započato s čištěním a zabezpečováním historického důlního díla, které bylo pod názvem Prohlídková štola Starý Martin v roce 2000 zpřístupněno veřejnosti. Štola, v níž byla zřízena jeden kilometr dlouhá prohlídková trasa, slouží zároveň jako hornické muzeum, jehož součástí je stálá expozice důlních nástrojů. Dne 21. ledna 2015 bylo důlní dílo na jižních svazích Komáří hůrky, sestávající ze štoly Starý Martin a z dědičné štoly Dürrholz, prohlášeno Ministerstvem kultury ČR za kulturní památku s platností od 19. února 2015.